# Dorotheos von Gaza

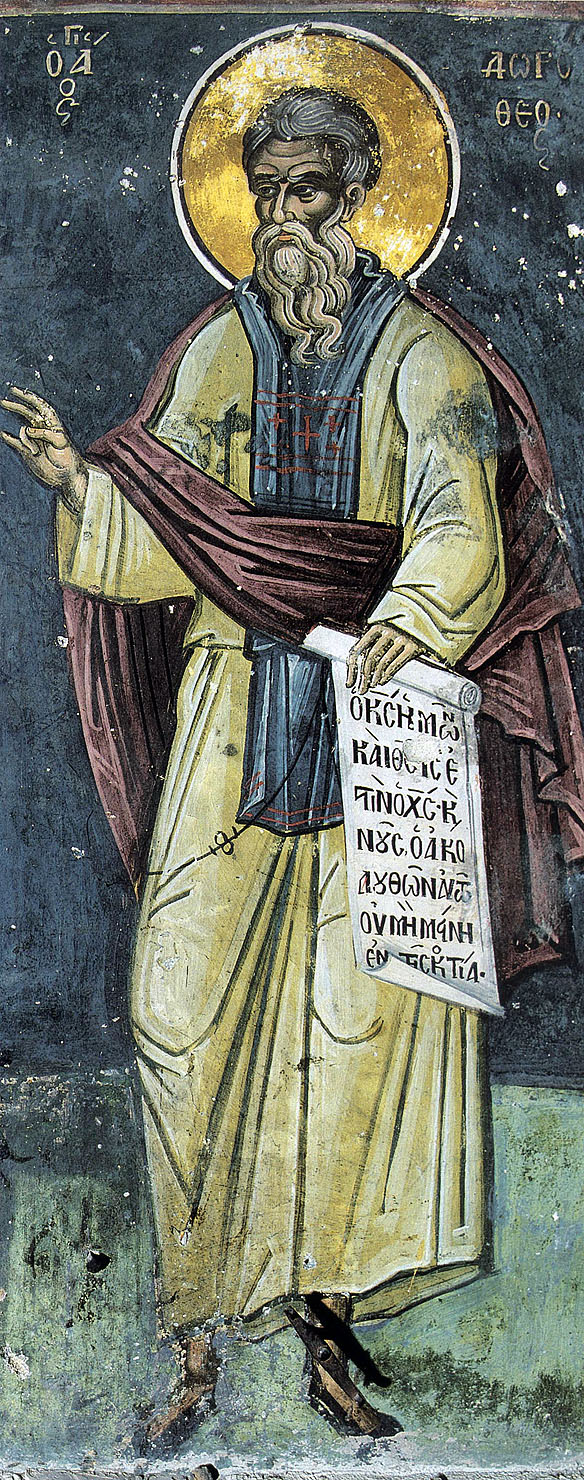
Dorotheos von Gaza

Dorotheus von Gaza (* ca. 510; † ca. 580, anderen Angaben nach ca. 620; alternative Schreibweise: Dorotheos) oder auch Abba Dorotheus war ein christlicher Mönch und Abt. Er trat unter dem Einfluss des Eremiten Barsanuphius ins Kloster von Abba Serid (alternative Schreibweise: Abba Sveridus) ein. Um 540 gründete er in der Nähe ein eigenes Kloster und wurde dessen Vorsteher. Er schrieb Unterweisungen für Mönche, von denen viele in der Sammlung Doctrinae diversae überliefert sind. Aufgrund seiner einfühlsamen Kenntnis der menschlichen Regungen gilt er als „der Psychologe unter den Vätern“.
In der Römisch-katholischen Kirche und der Orthodoxen Kirche ist er als Heiliger anerkannt und wird am 5. Juni bzw. 18. Juni (entspricht dem 5. Juni im gregorianischen Kalender) gefeiert.

## Einige Anweisungen von Abba Dorotheus
- Die Vorsehung Gottes

Wünscht euch nicht, dass die Dinge entsprechend eurer Bestimmung geschehen, sondern wünscht euch, dass es ist, wie es sein sollte; auf diese Art erreicht ihr Frieden mit allen. Und glaubt, dass alles, was uns geschieht, sogar das bedeutungsloseste, durch die Vorsehung Gottes erscheint. Dann werdet ihr alles aushalten, was euch ohne erkennbaren Anlass zustößt.
- Das Verlangen nach Güte

Jeder, der sich die Errettung wünscht, muss nicht nur das Böse meiden, sondern ist gehalten, Gutes zu tun, wie es im Psalm heißt: „lass ab vom Bösen und tue Gutes“ (Psalm 34, 15). Wenn etwa jemand verärgert war, soll er seine Verärgerung nicht nur überwinden, sondern auch Milde zeigen; und wenn jemand stolz war, soll er seinen Stolz nicht nur überwinden, sondern auch Bescheidenheit zeigen. So hat jedes Laster eine entgegensetzende Tugend: Stolz – Bescheidenheit, Geiz – Großzügigkeit, Sinneslust – Keuschheit, Ungeduld – Geduld, Zorn – Sanftmut, Hass – Liebe.
- Der Kampf gegen die eigenen Unzulänglichkeiten

Was ist ein Mensch, der seinen Leidenschaften nachgeht? Er ist wie jemand, der, nachdem er von seinen Feinden mit Pfeilen beschossen wurde, diese mit seinen Händen ergreift und sein eigenes Herz mit ihnen durchbohrt. Wer aber seinen Leidenschaften widersteht, ist wie jemand, der von seinen Feinden mit Pfeilen überschüttet wird, aber unverletzt bleibt, weil er wohl gerüstet ist. Und wer seine Leidenschaften gänzlich überwunden hat, ist wie jemand, der unter einem Hagel von Pfeilen diese entweder zerbricht oder sie in die Herzen seiner Feinde zurücklenkt - gerade so wie es im Psalm heißt: „Ihr Schwert wird in ihr eigenes Herz dringen, und ihre Bogen werden zerbrechen.“ (Psalm 37, 15).
- Schutz des Gewissens

Als Gott den Menschen schuf, hauchte ER ihm etwas Göttliches ein; eine bestimmte Idee, einen Funken Licht und Wärme. Die Idee, die den Verstand erleuchtet und ihm zeigt, was richtig und was falsch ist, wird Gewissen genannt. Das Gewissen ist ein Naturgesetz. Schon lange, bevor ein Gesetz niedergeschrieben wurde, waren Patriarchen und Heilige gottgefällig, indem sie der Stimme ihres Gewissens folgten.
- Mäßigung und Sanftmut

Nicht nur beim Essen sollten wir Maß halten, sondern uns auch jeder Sünde enthalten. So wie wir mit unserem Magen fasten, sollten wir auch mit unserer Zunge fasten. Ebenso sollten wir mit unseren Augen fasten, also z. B. keine erregenden Dinge betrachten und unseren Augen nicht erlauben, schamlos und ungezügelt umherzustreifen Genauso sollten wir unsere Arme und Beine davon abhalten, Böses zu tun.
Es ist unmöglich, sich über seinen Nachbar zu empören, ohne sich zuvor über ihn zu erheben, ihn zu erniedrigen und sich als höherstehend als er zu betrachten.
- Die Sorgen und die Vorsehung Gottes

Wenn wir durch unseren besten Freund etwas unangenehmes erleiden, wissen wir, dass er es nicht absichtlich getan hat und uns liebt. Wir müssen genauso von Gott denken, der uns schuf, um unser willen Fleisch angenommen hat und dieses um unser willen unter größten Qualen hingegeben hat. Wir müssen uns gewahr sein, dass er all das aus Güte und Liebe zu uns getan hat. Wir könnten annehmen, dass unser Freund, obwohl er uns liebt, nicht alles ganz richtig getan hat und uns folglich unfreiwillig verletzte. Gleiches kann von Gott nicht angenommen werden, da ER die höchste Weisheit darstellt und also immer weiß, was gut für uns ist und selbst noch die allerkleinsten Sachen zu unserem Besten einrichtet. Es kann auch sein, dass unser Freund, obgleich er uns liebt und mit uns fühlt, außerstande ist, uns zu helfen. Aber dies kann nicht von Gott gesagt werden, weil IHM alles möglich und nichts zu schwierig ist. Also wissen wir, dass Gott uns liebt und sanft zu uns und unendlich klug und allmächtig ist. Alles, was er tut, geschieht zu unserem Nutzen, und wir sollten es voll Dankbarkeit wie von einem Wohltäter annehmen, selbst wenn es uns wie Kummer erscheint.
- Erreichen des geistigen Friedens

Lasst uns prüfen, warum eine Person manchmal, wenn sie beleidigt wird, entzürnt ist, und ein andermal nicht. Was ist der Grund für dieses unterschiedliche Verhalten? Und gibt es dafür einen einzelnen Grund, oder sind es mehrere? Es gibt einige Gründe, obgleich sie alle von einem Hauptgrund herstammen. Manchmal kommt es vor, dass man sich nach dem Beten oder einer wohltätigen Übung in einer freundlichen geistlichen Stimmung befindet und daher seinem Nächsten gegenüber nachsichtig ist und sich nicht an seinen Worten stört. Es kann auch sein, dass eine Person einer anderen gegenüber positiv eingenommen ist und daher alles ohne Murren aushält, was diese ihr zufügt. Umgekehrt kann es auch sein, dass eine Person den, der ihn beleidigen möchte, verachtet, und ihn folglich ignoriert.
- Bescheidenheit und niederträchtige Gedanken

Wir müssen wissen, dass eine Person, die durch gewisse Gedanken bedrückt wird und dies nicht (seinem geistigen Vater gegenüber) beichtet, diesen Gedanken noch mehr Macht einräumt, sie zu bedrücken und zu quälen. Wenn diese Person aber den bedrückenden Gedanken beichtet, wenn sie sich ihm widersetzt und ihn bekämpft und nach dem Gegenteil des betreffenden Gedankens strebt, dann wird die Leidenschaft geschwächt und wird schließlich aufhören, ihn zu quälen. So wird diese Person mit der Zeit, im Vertrauen auf sich selbst und mit Unterstützung von Gott, die Leidenschaft selbst überwinden.
- Liebe zum Nachbarn

Ich hörte von jemandem, der, als er einen seiner Freunde besuchte und dessen Wohnung in Unordnung und Schmutz vorfand, bei sich dachte: „Gesegnet ist dieser, weil er sein irdisches Trachten zurückstellt und seinen Geist so sehr ins Himmlische richtet, dass er sich nicht einmal Zeit nimmt, seine Wohnung aufzuräumen.“ Als er aber einen anderen Freund besuchte und dessen Wohnung ordentlich und sauber vorfand, dachte er bei sich: „Seine Seele ist so sauber wie seine Wohnung; ihr Zustand spricht für seine Seele.“ Und niemals verurteilte er andere als liederlich oder hoffärtig; durch seine freundliche Einstellung erblickte er in jedem nur das Gute und wurde von allen gut behandelt. Möge der Herr uns dieselbe freundliche Einstellung gewähren, so dass wir von allen gut behandelt werden und die Fehler der Anderen nie erkennen mögen.